# Államok vezetőinek listája 1945-ben
Ezen az oldalon az 1945-ben fennálló államok vezetőinek névsora olvasható földrészek, majd országok szerinti bontásban.

## Európa
- Albánia (népköztársaság)
  - A kommunista párt főtitkára – Enver Hoxha (1944–1985)
  - Államfő – Omer Nishani (1944–1953), lista
  - Kormányfő – Enver Hoxha (1944–1954), lista
- Andorra (parlamentáris társhercegség)
  - Társhercegek
    - Francia társherceg – Charles de Gaulle (1944–1946), lista
    - Episzkopális társherceg – Ramon Iglesias i Navarri (1943–1969), lista
- Ausztria (szövetséges megszállás alatt)
- 1945. április 27-én vált függetlenné a német Harmadik Birodalomtól.
  - Államfő – Karl Renner (1945–1950), lista
  - Kancellár – 
    1. Karl Renner (1945)
    2. Leopold Figl (1945–1953), szövetségi kancellár lista

  - Amerikai főbiztos – Mark W. Clark (1945–1947)
  - Brit főbiztos – Sir Richard McCreery (1945–1946)
  - Francia főbiztos – Antoine Béthouart (1945–1950)
  - Szovjet főbiztos – Ivan Konyev (1945–1946)
- Belgium (parlamentáris monarchia)
  - Uralkodó – III. Lipót király (1934–1951)[1]
  - Régens – Károly herceg, Flandria grófja, Belgium régense (1944–1950)
  - Kormányfő – 
    1. Hubert Pierlot (1939–1945)
    2. Achille Van Acker (1945–1946), lista
- Bolgár Cárság (monarchia)
  - Uralkodó - II. Simeon (1943–1946)
  - Régens - Venelin Ganev, Todor Pavlov, Cvjatko Bobosevszki (régenstanács, 1944–1946)
  - Kormányfő – Kimon Georgiev (1944–1946), lista
- Csehszlovákia (köztársaság)
- 1945. április 3-án nyerte vissza függetlenségét a német Harmadik Birodalomtól.
  - Államfő – 
    1. Emil Hácha a Cseh–Morva Protektorátus elnöke (1938–1945)
    2. Edvard Beneš Csehszlovákia elnöke (1945–1948), lista

  - Kormányfő – 
    1. Jaroslav Krejčí (1942–1945)
    2. Richard Bienert (1945)
    3. Zdeněk Fierlinger (1945–1946), lista

  - Német kormányzó - Wilhelm Frick (1943–1945)
  - Emigráns kormány
  - 1945. április 2-án visszatért.
    - Elnök - Edvard Beneš (1940–1945)
    - Kormányfő - Jan Šrámek (1940–1945)
- Dánia (parlamentáris monarchia)
- 1945. május 4-én felszabadult a német megszállás alól.
  - Uralkodó – X. Keresztély (1912–1947), király
  - Kormányfő – 
    1. Vilhelm Buhl (1945)
    2. Knud Kristensen (1945–1947), lista

  - Német kormányzó - Werner Best (1942–1945)
- Egyesült Királyság (parlamentáris monarchia)
  - Uralkodó – VI. György (1936–1952), lista
  - Kormányfő – 
    1. Winston Churchill (1940–1945)
    2. Clement Attlee (1945–1951), lista
- Finnország (köztársaság)
  - Államfő – Carl Gustaf Emil von Mannerheim (1944–1946), lista
  - Kormányfő - Juho Kusti Paasikivi (1944–1946), lista
  -  Åland –
    - Kormányfő – Viktor Strandfält (1938–1955)
- Franciaország (köztársaság)
  - Államfő – Charles de Gaulle ideiglenes államelnök (1944–1946), lista
- Görögország (monarchia)
  - Uralkodó – II. György (1935–1947)
  - Régens - Damaszkinosz Papandriu érsek (1944–1946)
  - Kormányfő – 
    1. Jórgosz Papandréu (1944–1945)
    2. Nikolaosz Plasztirasz (1945)
    3. Petrosz Vulgarisz (1945)
    4. Damaszkinosz Papandriu érsek (1945)
    5. Panajotisz Kanellopulosz (1945)
    6. Themisztoklisz Szofulisz (1945–1946), lista
- Hollandia (parlamentáris monarchia)
- 1945 májusában felszabadult a német megszállás alól, az emigráns kormány május 23-án tért vissza.
  - Uralkodó – Vilma királynő (1890–1948)
  - Miniszterelnök – 
    1. Pieter Sjoerds Gerbrandy (1940–1945)[2]
    2. Wim Schermerhorn (1945–1946), lista

  - Német kormányzó - Arthur Seyß-Inquart (1940–1945)
- Horvátország
- 1945 májusában Jugoszlávia annektálta.
  - Államfő - Ante Pavelić (1941–1945)
  - Kormányfő - Nikola Mandić (1943–1945)
- Izland (köztársaság)
  - Államfő – Sveinn Björnsson (1944–1952),[3] lista
  - Kormányfő – Ólafur Thors (1944–1947), lista
- Írország (köztársaság)
  - Uralkodó – VI. György ír király (1936–1949)
  - Államfő – 
    1. Douglas Hyde (1938–1945)
    2. Seán T. O’Kelly (1945–1959), lista

  - Kormányfő – Éamon de Valera (1932–1948), lista
- Jugoszlávia (népköztársaság)
  - A kommunista párt vezetője – Josip Broz Tito (1936–1980), a Jugoszláv Kommunista Liga Elnökségének elnöke
  - Államfő – Ivan Ribar (1943–1953), Jugoszlávia Elnöksége elnöke, lista
  - Kormányfő – Josip Broz Tito (1943–1963), lista
  -  Jugoszláv Királyság emigráns kormány (monarchia)
  - Márciusban az emigráns és a kommunista kormány egyesült, november 29-én megszűnt a monarchia.
    1. Uralkodó – II. Péter király (1934–1945)[4]
    2. Kormányfő – Ivan Šubašić (1944–1945), lista
- Lengyelország (népköztársaság)
- 1945 elején felszabadult a német megszállás alól.
  - A kommunista párt vezetője – Władysław Gomułka (1943–1948), a Lengyel Egyesült Munkáspárt KB első titkára
  - Államfő – Bolesław Bierut (1944–1952), lista
  - Kormányfő – Edward Osóbka-Morawski (1944–1947), lista
  - Emigráns kormány
- 1945-ben elvesztette támogatottságát.
  - Államfő - Władysław Raczkiewicz (1939–1947)
  - Kormányfő - Tomasz Arciszewski (1944–1947)
- Liechtenstein (parlamentáris monarchia)'
  - Uralkodó – II. Ferenc József herceg (1938–1989)
  - Kormányfő –
    1. Josef Hoop (1928–1945)
    2. Alexander Frick (1945–1962), lista
- Luxemburg (parlamentáris monarchia)
  - Uralkodó – Sarolta nagyhercegnő (1919–1964)[5]
  - Kormányfő – Pierre Dupong (1937–1953),[6] lista
- Magyar Királyság (monarchia)
- 1945 áprilisában véget ért a német megszállás és visszaállt a Magyar Királyság.
  - Államfő – 
    1. Szálasi Ferenc (1944–1945)
    2. Nemzeti Főtanács (1945–1946), lista

  - Kormányfő – 
    1. Miklós Béla az Ideiglenes Nemzeti Kormány feje (1944–1945)
    2. Tildy Zoltán (1945–1946), lista
- Monaco
  - Uralkodó – II. Lajos herceg (1922–1949)
  - Államminiszter – Pierre de Witasse (1944–1948), lista
- Németország
- 1945 májusában szövetséges megszállás alá került
  - Államfő –
    1. Adolf Hitler (1934–1945)
    2. Karl Dönitz (1945), lista

  - Kancellár –
    1. Joseph Goebbels (1945)
    2. Johann Ludwig Graf Schwerin von Krosigk (1945)

  - Amerikai övezet
    - Katonai kormányzó –

    1. Dwight D. Eisenhower (1945)
    2. George Patton (1945)
    3. Joseph T. McNarney (1945–1947)

  - Brit övezet
    - Katonai kormányzó – Bernard Montgomery (1945–1946)

  - Francia övezet
    - Katonai kormányzó – Marie-Pierre Kœnig (1945–1949)

  - Szovjet övezet
    - Katonai kormányzó – Georgij Konsztantyinovics Zsukov (1945–1946)
- Norvégia (parlamentáris monarchia)
- 1945. május 7-én felszabadult a német megszállás alól.
  - Uralkodó – VII. Haakon király (1905–1957)
  - Kormányfő – 
    1. Vidkun Quisling (1942–1945)
    2. Johan Nygaardsvold (1935–1945)[7]
    3. Einar Gerhardsen (1945–1951), lista

  - Német kormányzó -
    1. Josef Terboven (1940–1945)
    2. Franz Böhme (1945)
- Olasz Királyság (monarchia)
  - Uralkodó -III. Viktor Emánuel (1900–1946), lista
  - Régens - Umbertó piemonti herceg (1944-1946)
  - Kormányfő – 
    1. Ivanoe Bonomi (1944–1945)
    2. Ferruccio Parri (1945)
    3. Alcide De Gasperi (1945–1953), lista

  -  Olasz Szociális Köztársaság (német bábállam)
  - 1945. április 25-én megszűnt.
    - Államfő - Benito Mussolini (1943–1945)
- Portugália (köztársaság)
  - Államfő – Óscar Carmona (1926–1951), lista
  - Kormányfő – António de Oliveira Salazar (1933–1968), lista
- Román Királyság (monarchia)
  - Uralkodó – I. Mihály (1940–1947), lista
  - Kormányfő – 
    1. Nicolae Rădescu (1944–1945)
    2. Petru Groza (1945–1952), lista
- San Marino (köztársaság)
  - San Marino régenskapitányai:
    1. Teodoro Lonfernini és Leonida Suzzi Valli (1944–1945)
    2. Alvaro Casali és Vittorio Valentini (1945)
    3. Ferruccio Martelli és Secondo Fiorini (1945–1946), régenskapitányok
- Spanyolország (totalitárius állam)
  - Államfő – Francisco Franco (1936–1975)
  - Kormányfő – Francisco Franco (1938–1973), lista
- Svájc (konföderáció)
  - Szövetségi Tanács:[8]
Philipp Etter (1934–1959), Walther Stampfli (1940–1947), Enrico Celio (1940–1950), Eduard von Steiger (1940–1951), elnök, Karl Kobelt (1940–1954), Ernst Nobs (1943–1951), Max Petitpierre (1944–1961)
- Svédország (parlamentáris monarchia)
  - Uralkodó – V. Gusztáv király (1907–1950)
  - Kormányfő – Per Albin Hansson (1936–1946), lista
- Szlovákia (német bábállam)
- 1945. április 4-én Csehszlovákia annektálta.
  - Államfő - Jozef Tiso (1939–1945) lista
  - Kormányfő - Štefan Tiso (1944–1945) lista
- Szovjetunió (szövetségi népköztársaság)
  - A kommunista párt vezetője – Joszif Sztálin (1922–1953), a Szovjetunió Kommunista Pártjának főtitkára
  - Államfő – Mihail Kalinyin (1922–1946), lista
  - Kormányfő – Joszif Sztálin (1941–1953), lista
- Vatikán (abszolút monarchia)
  - Uralkodó – XII. Piusz pápa (1939–1958)
  - Államtitkár – Nicola Canali bíboros (1939–1961), lista

## Afrika
- Dél-afrikai Unió (monarchia)
  - Uralkodó – VI. György Dél-Afrika királya (1936–1952)
  - Főkormányzó – Nicolaas Jacobus de Wet (1943–1946), Dél-Afrika kormányát igazgató tisztviselő
  - Kormányfő – Jan Smuts (1939–1948), lista
- Egyiptom (monarchia)
  - Uralkodó – I. Farúk király (1936–1952)
  - Kormányfő – 
    1. Ahmad Mahir Pasa, (1944–1945)
    2. Mahmúd an-Nukrasi Pasa (1945–1946), lista
- Etiópia (monarchia)
  - Uralkodó – Hailé Szelasszié császár (1930–1974)[9]
  - Miniszterelnök – Makonnen Endelkacsu (1942–1957), lista
- Libéria (köztársaság)
  - Államfő – William Tubman (1944–1971), lista

## Dél-Amerika
- Argentína (köztársaság)
  - Államfő – Edelmiro Julián Farrell (1944–1946), lista
- Bolívia (köztársaság)
  - Államfő – Gualberto Villarroel (1944–1946), lista
- Brazília (köztársaság)
  - Államfő – 
    1. Getúlio Vargas (1930–1945)
    2. José Linhares (1945–1946), lista
- Chile (köztársaság)
  - Államfő – Juan Antonio Ríos (1942–1946), lista
- Ecuador (köztársaság)
  - Államfő – José María Velasco Ibarra (1944–1947), lista
- Kolumbia (köztársaság)
  - Államfő – 
    1. Alfonso López Pumarejo (1942–1945)
    2. Alberto Lleras Camargo (1945–1946), lista
- Paraguay (köztársaság)
  - Államfő – Higinio Moríñigo (1940–1948), lista
- Peru (köztársaság)
  - Államfő – 
    1. Manuel Prado Ugarteche (1939–1945)
    2. José Bustamante y Rivero (1945–1948), lista

  - Kormányfő –
    1. Manuel Cisneros Sánchez (1944–1945)
    2. Rafael Belaúnde Diez Canseco (1945–1946), lista
- Uruguay (köztársaság)
  - Államfő – Juan José de Amézaga (1943–1947), lista
- Venezuela (köztársaság)
  - Államfő – 
    1. Isaías Medina Angarita (1941–1945)
    2. Romulo Betancourt (1945–1948), lista

## Észak- és Közép-Amerika
- Amerikai Egyesült Államok (köztársaság)
  - Államfő – 
    1. Franklin D. Roosevelt (1933–1945)
    2. Harry S. Truman (1945–1953), lista
- Costa Rica (köztársaság)
  - Államfő – Teodoro Picado Michalski (1944–1948), lista
- Dominikai Köztársaság (köztársaság)
  - De facto országvezető – Rafael Trujillo Molina (1930–1961)
  - Államfő – Rafael Trujillo Molina (1942–1952), lista
- Salvador (köztársaság)
  - Államfő – 
    1. Osmín Aguirre y Salinas ideiglenes elnök (1944–1945)
    2. Salvador Castaneda Castro (1945–1948), lista
- Guatemala (köztársaság)
  - Államfő – 
    1. Forradalmi junta (1944–1945)
    2. Juan José Arévalo (1945–1951), lista
- Haiti (köztársaság)
  - Államfő – Élie Lescot (1941–1946), lista
- Honduras (köztársaság)
  - Államfő – Tiburcio Carías Andino (1933–1949), lista
- Kanada (parlamentáris monarchia)
  - Uralkodó – VI. György király (1936–1952)
  - Főkormányzó – Alexander Cambridge (1940–1946), lista
  - Kormányfő – William Lyon Mackenzie King (1935–1948), lista
- Kuba (népköztársaság)
  - Államfő – Ramón Grau (1944–1948), lista
  - Kormányfő –
    1. Félix Lancís Sánchez (1944–1945)
    2. Carlos Prío Socarrás (1945–1947), lista
- Mexikó (köztársaság)
  - Államfő – Manuel Ávila Camacho (1940–1946), lista
- Nicaragua (köztársaság)
  - Államfő – Anastasio Somoza (1937–1947), lista
- Panama (köztársaság)
  - Államfő – 
    1. Ricardo Adolfo de la Guardia Arango (1941–1945)
    2. Enrique Adolfo Jiménez (1945–1948), lista

## Ázsia
- Afganisztán (monarchia)
  - Uralkodó – Mohamed Zahir király (1933–1973)
  - Kormányfő – Mohammad Hasim Khan (1929–1946), lista
- Burma (japán bábállam)
- 1945. május 3-án megszűnt és az ország ismét brit gyarmattá vált.
  - Államfő - Ba Mo (1943–1945)
  - Kormányfő - Ba Mo (1942–1945)
- Fülöp-szigetek (japán bábállam)
- 1945. augusztus 17-én megszűnt és az ország ismét az USA protektorátusává vált.
  - Államfő – 
    1. José P. Laurel (1943–1945)
    2. Sergio Osmeña (1944–1946), lista
- Indonézia (el nem ismert szakadár állam)
- 1945. augusztus 17-én kiáltotta ki függetlenségét.
  - Államfő – Sukarno (1945–1967), lista
  - Kormányfő – Sutan Sjahrir (1945–1947), lista
- Irak (monarchia)
  - Uralkodó – II. Fejszál iraki király (1939–1958)
  - Kormányfő – Hamdi al-Pacsacsi (1944–1946), lista
- Irán (monarchia)
  - Uralkodó – Mohammad Reza Pahlavi sah (1941–1979)
  - Kormányfő –
    1. Morteza-Koli Bajat (1944–1945)
    2. Ebrahim Hakimi (1945)
    3. Mohszen Szadr (1945)
    4. Ebrahim Hakimi (1945–1946), lista

  -  Azerbajdzsán Népköztársaság (el nem ismert autonóm köztársaság)
  - 1945. december 12-én kiáltotta ki függetlenségét.
    - Államfő - Dzsafar Pisevari (1945–1946)
    - Kormányfő - Ahmad Kordari (1945–1946)
- Japán (monarchia)
- 1945. szeptember 2 után szövetségesi megszállás alatt.
  - Uralkodó – Hirohito császár (1926–1989)
  - Kormányfő – 
    1. Koiszo Kuniaki (1944–1945)
    2. Szuzuki Kantaró (1945)
    3. Higasikuni Naruhiko herceg (1945)
    4. Sidehara Kidzsúró (1945–1946), lista

  - Katonai kormányzó – Douglas MacArthur (1945–1951), a Szövetségesek főparancsnoka
- Jemen (monarchia)
  - Uralkodó – Jahia Mohamed Hamidaddin király (1904–1948)
- Kína (köztársaság)
  - Államfő – Csang Kaj-sek (1943–1949), Kína Nemzeti Kormányának elnöke, lista
  - Kormányfő – 
    1. Csang Kaj-sek (1939–1945)
    2. Szung Ce-ven (1945–1947), lista

  -  Nankingi Kínai Köztársaság (japán bábállam)
  - 1945. augusztus 16-án megszűnt.
    - Államfő - Csen Kung-po (1944–1945)

  -  Mandzsukuo (japán bábállam)
  - 1945-ben megszűnt.
    - Uralkodó - Pu Ji (1934–1945)
    - Kormányfő - Csang Csing-huj (1935–1945)

  -  Kelet-Turkesztán(el nem ismert szakadár állam)
    - Államfő - Elihan Tore (1944–1946)

  -  Tibet (el nem ismert, de facto független állam)
    - Uralkodó – Tendzin Gyaco, Dalai láma (1939–)[10]
- Libanon (köztársaság)
  - Államfő – Bechara El Khoury (1943–1952), lista
  - Kormányfő – 
    1. Riad asz-Szolh (1943–1945)
    2. Abdul Hamid Karami (1945)
    3. Szami asz-Szolh (1945–1946), lista
- Maszkat és Omán (abszolút monarchia)
  - Uralkodó – III. Szaid szultán (1932–1970)
- Mongólia (népköztársaság)
  - A kommunista párt vezetője – Jumdzságin Cedenbál (1940–1954), a Mongol Forradalmi Néppárt Központi Bizottságának főtitkára
  - Államfő – Goncsigín Bumcend (1940–1953), Mongólia Nagy Népi Hurálja Elnöksége elnöke, lista
  - Kormányfő – Horlógín Csojbalszan (1939–1952), lista
- Nepál (alkotmányos monarchia)
  - Uralkodó – Tribhuvana király (1911–1950)
  - Kormányfő – 
    1. Dzsuddha Samser Dzsang Bahadur Rana (1932–1945)
    2. Padma Samser Dzsang Bahadur Rana (1945–1948), lista
- Szaúd-Arábia (abszolút monarchia)
  - Uralkodó – Abdul-Aziz király (1902–1953)[11]
- Sziám (parlamentáris monarchia)
- 1945. szeptember 8-án Thaiföld Sziámra változtatta a nevét.
  - Uralkodó – Ananda Mahidol király (1935–1946)
  - Régens – Pridi Panomiong (1944–1945), Thaiföld régense
  - Kormányfő – 
    1. Kuang Apajvong (1944–1945)
    2. Tavie Bunyaket (1945)
    3. Szeni Pramot (1945–1946), lista
- Szíria (köztársaság)
- 1945. október 24-én nyerte el függetlenségét.
  - Államfő – Sukri al-Kuvatli (1943–1949), lista
  - Kormányfő – 
    1. Fárisz al-Khúri (1944–1945)
    2. Szádallah al-Dzsabiri (1945–1946), lista
- Törökország (köztársaság)
  - Államfő – İsmet İnönü (1938–1950), lista
  - Kormányfő – Şükrü Saracoğlu (1942–1946), lista
- Vietnámi Császárság (japán bábállam)
- 1945. március 11. és augusztus 23. között létezett.
  - Uralkodó - Bảo Đại (1926–1945)
  - Kormányfő   Trần Trọng Kim (1945)
- Észak-Vietnám (népköztársaság)
- 1945. szeptember 2-án kikiáltotta függetlenségét.
  - A kommunista párt főtitkára – Trường Chinh (1941–1956), főtitkár
  - Államfő – Ho Si Minh (1945–1969), lista
  - Kormányfő – Ho Si Minh (1945–1955), lista

## Óceánia
- Ausztrália (parlamentáris monarchia)
  - Uralkodó – VI. György Ausztrália királya (1936–1952)
  - Főkormányzó – 
    1. Alexander Hore-Ruthven (1936–1945)
    2. Henrik gloucesteri herceg (1945–1947), lista

  - Kormányfő – 
    1. John Curtin (1941–1945)
    2. Frank Forde (1945)
    3. Ben Chifley (1945–1949), lista
- Új-Zéland (parlamentáris monarchia)
- Az Új-Zélandi Domínium név 1947 novemberében Új-Zélandra változott.
  - Uralkodó – VI. György Új-Zéland királya (1936–1952)
  - Főkormányzó – Sir Cyril Newall (1941–1946), lista
  - Kormányfő – Peter Fraser (1940–1949), lista